# Jacques Fasel
Pour les articles homonymes, voir Fasel.
Jacques Fasel est un criminel et un anarchiste suisse, né en 1952, surnommé par la presse le « Robin des Bolzes » ou le « roi de l'évasion ». Son nom est associé à la « Bande à Fasel », une bande de criminels active en Suisse romande entre 1978 et 1979.

## Biographie

### Premières infractions
Jacques Fasel est cuisinier de formation. 
En 1977, après avoir refusé de répondre à trois ordres de marche pour effectuer son service militaire, il est condamné à dix-huit mois d’enfermement pour insoumission volontaire. La Suisse ne connaît alors pas la possibilité d'effectuer un service civil en lieu et place d'un service militaire. À l'établissement pénitentiaire de Bellechasse, il rencontre Daniel Bloch, condamné lui aussi pour objection de conscience, et un autre individu, purgeant une peine de prison pour tentative de hold-up,.
Les trois futurs complices se considèrent comme victimes d'injustices, en révolte contre le « système répressif suisse ». À leur sortie de prison, ils entrent en contact avec les membres d'un « groupuscule de combattants clandestins suisses » qui avaient déjà commis plusieurs cambriolages et dont la « vie aventureuse » les attirait[réf. souhaitée].

### La «bande à Fasel»
Le 2 octobre 1978, ils commettent leur premier fait d'arme. Ils attaquent un convoi de fonds destinés au centre commercial de Villars-sur-Glâne (Fribourg). Un des convoyeur de fonds est tué par un membre de la bande. Le butin est de 1 104 francs suisses. Les malfrats peuvent s'enfuir sans être vraiment inquiétés.
Quatre jours plus tard, le 6 octobre 1978, ils attaquent le bureau de poste de La Coudre (Neuchâtel). Cette fois, la bande s'approprie un butin de 56 000 francs.
Le 27 novembre 1978, Fasel et ses complices attaquent le train postal qui amène le courrier au Val-de-Travers. Montés à bord du train, ils tirent la sonnette d'alarme à proximité d'un tunnel, alors qu'un complice venu en voiture s'est caché à proximité dans la forêt. Ils attaquent les deux employés postaux mais ne trouvent pas d'argent. Ils sautent du train en s'emparant de montres et de bijoux trouvés dans les sacs postaux. 
Le lendemain, ils attaquent le bureau de poste d'Hauterive (NE). Ils s'emparent d'une somme de 100 000 francs.
Un an plus tard, ils attaquent la succursale de Belfaux de la Banque de l'État de Fribourg, où le butin dépasse les 300 000 francs. 
La veille de Noël 1979, la bande attaque la poste centrale de Neuchâtel. Comme le bâtiment est situé à côté du port de la ville, ils décident de s'introduire par bateau. Ils braquent les employés présents et emportent des sacs. Ils prennent la fuite à nouveau en bateau jusqu'à Hauterive, où ils disparaissent en voiture. Le butin est de 700 000 francs.

### Le « roi de l'évasion »
Fasel est arrêté le 23 novembre 1978. En mai 1979, il fait recours au Tribunal fédéral contre une décision administrative qui l'empêche de communiquer avec son avocat. L'État de Fribourg est condamné à verser 800 francs d'indemnités à Fasel. Il s’évade de la prison de Tavel le 15 juin 1979. 
Il est arrêté de nouveau à Genève en décembre 1979. Il s’évade une deuxième fois, cette fois du pénitencier de Bochuz le 26 juillet 1981 en compagnie de cinq autres prisonniers, évitant ainsi de comparaître à son procès en août 1981. Il est alors condamné à 20 ans de réclusion criminelle. 
Le 6 mars 1982, il est arrêté à Paris après une fusillade avec la police, au cours de laquelle il est blessé par trois balles. Il est extradé vers la Suisse durant l’automne 1982. Le procès de Fasel et de ses deux principaux complices se tient en 1985. Tandis que Daniel Bloch est condamné à 10 ans et demi de prison et le troisième homme à 12 ans et demi, Fasel est condamné à 14 ans de réclusion. En 1986, le tribunal de Fribourg annule le jugement prononcé contre lui. Un nouveau procès débouche sur une peine de 12 ans de réclusion à son encontre.
En 1987, en prison, Fasel publie un livre, Droit de révolte.
En mars 1988, il s'évade du pénitencier de Witzwil, dans le canton de Berne. Il est arrêté à l’automne en France, près de Balaruc-Le-Vieux, dans la région de Montpellier, le 28 septembre 1988 puis extradé vers la Suisse en mai 1989, après avoir été jugé en France pour usage de faux papiers. Sa demande d'asile en France est refusée.

### Légende
Le journaliste et historien Jean Steinauer a décerné à Fasel le surnom de « Robin des Bolzes », même si Fasel n’est pourtant pas issu de la Basse-Ville de Fribourg (les « Bolzes »). Pourtant l'image d'un romantique Robin des Bois dévalisant les riches pour donner aux pauvres reste assez éloignée de la réalité d'’un homme mû par des sentiments de vengeance autant que par un idéal de justice sociale. 

### Après sa libération
Fasel obtient la semi-liberté et sort de prison le 30 août 1991. Il travaille comme couvreur, puis comme cuisinier dans un centre anarchiste autogéré à Saint-Imier, fondé en 1985.
En octobre 1995, il est à nouveau écroué préventivement, dans le cadre d'une escroquerie au détriment des PTT, sur mandat d'un juge d'instruction genevois. En février 1996, une manifestation a lieu devant la prison où il est détenu pour réclamer sa libération. 
Il travaille aussi comme tenancier d'une petite auberge au bord du Doubs au lieu dit le Châtelot. située dans un lieu inaccessible en voiture. En 2001, il fonde une société coopérative qui lui permet d'acquérir cette auberge. En 2012, il laisse l'auberge aux soins de la coopérative. Jusqu’en 2016, il passe quatre ans dans des alpages et aide les paysans de montagne en région fribourgeoise. Il écrit aussi des articles pour de petites revues anarchistes.